# FK Třinec
Der FK Třinec ist ein tschechischer Fußballverein aus Třinec. Unter der Bezeichnung TJ TŽ Třinec war der Verein insgesamt sechs Jahre erstklassig, nämlich 1963/64, 1970 bis 1973 und 1974 bis 1976. Seit 2006 spielt der Verein wieder in der zweiten tschechischen Liga.

## Vereinsgeschichte

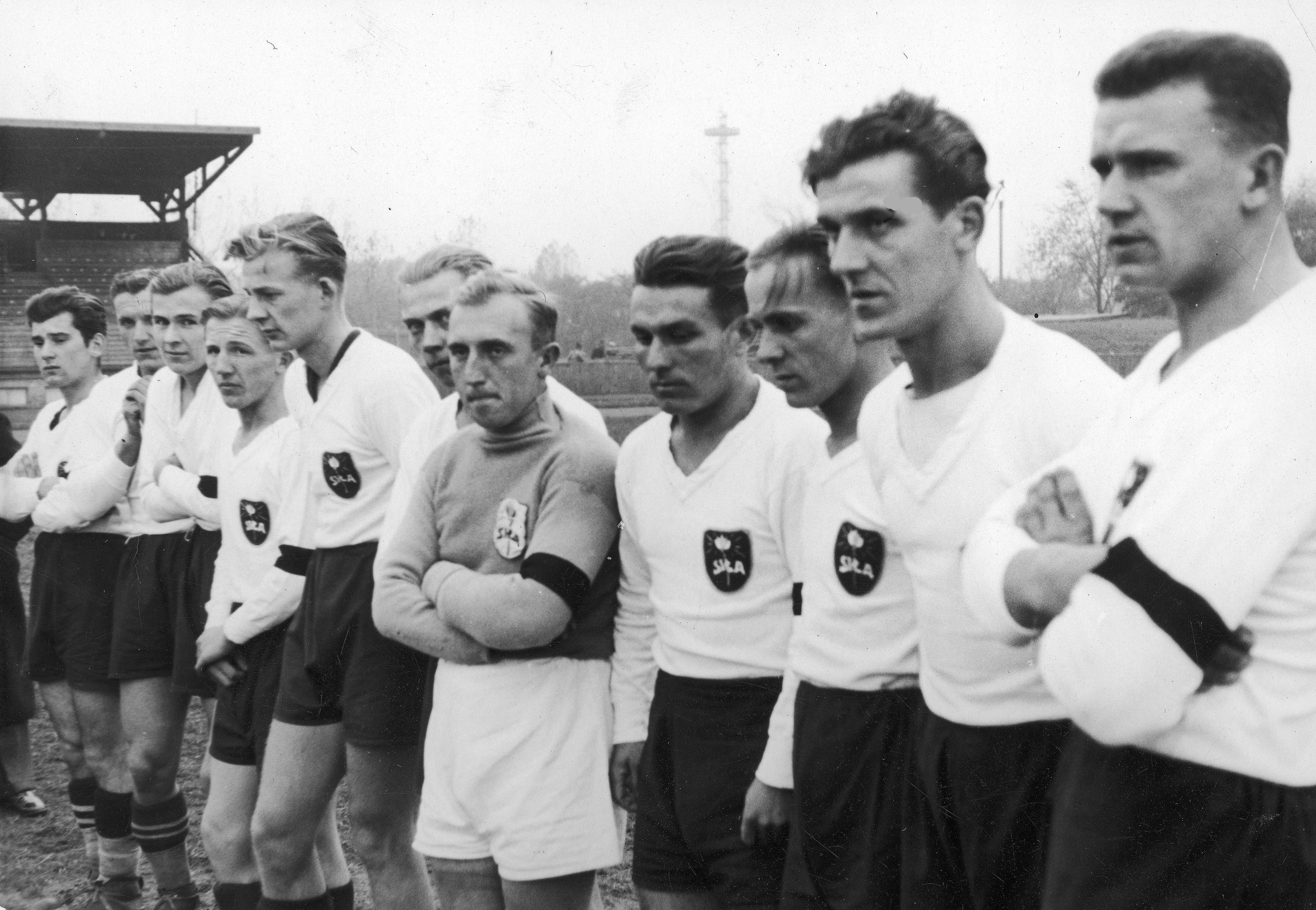
Siła Trzyniec, Kattowitz – 1938

1921 wurde in der polnischsprachigen Bevölkerung der Stadt Třinec ein Verein namens KS Siła Trzyniec gegründet. Ein Jahr später folgte der DSV Trzynietz der deutschsprachigen Bevölkerung, wiederum ein Jahr später der SK Třinec der tschechischsprachigen Bevölkerung. 1937 übernahmen die örtlichen Eisenwerke das Patronat über den SK Třinec, der in SK TŽ Třinec umbenannt wurde, wobei das TŽ für Třinecké železárny, zu deutsch Trzynietzer Eisenwerke stand.
Mit dem Protektorat Böhmen und Mähren wurden sowohl der SK TŽ Třinec als auch der KS Siła Trzyniec aufgelöst, beide wurden nach Kriegsende aber wiedergegründet. 1952 kam es zur Fusion dieser beiden Vereine.
Bis 1959 spielte der Verein überregional keine Rolle. In der Saison 1960/61 wurde TJ TŽ Třinec nach einer Reorganisation der Spielklassen in eine der elf Gruppen der dritten Liga eingeteilt, die die Mannschaft sogleich gewinnen konnte. Nach einem neunten Platz in der Gruppe B der zweiten Liga 1961/62 stieg Třinec 1962/63 in die 1. Tschechoslowakische Liga auf. Dabei kam dem Team zugute, dass der eigentliche Gruppengewinner, die B-Mannschaft von Spartak Brno nicht aufstiegsberechtigt war. Vater des Erfolgs war Trainer Rudolf Labaj, nach dem heute das Stadion des Klubs benannt ist. Die 1. Liga musste TJ TŽ nach nur einem Jahr wieder verlassen. Mit 21 Zählern wurde die Elf bei drei Absteigern Drittletzter.
Die Rückkehr in die höchste Spielklasse gelang Třinec 1970. Als Aufsteiger erreichte die Mannschaft 1970/71 den zehnten Platz, es war das beste Ergebnis der Vereinsgeschichte. In der folgenden Saison konnte man sich mit Mühe in der Liga halten, doch 1972/73 wurde das Team Vorletzter und stieg ab. In souveräner Manier gelang TJ TŽ der Wiederaufstieg, 1974/75 konnte die Klasse nur aufgrund des besseren Torverhältnisses gegenüber Sparta Prag gehalten werden. In der Saison 1975/76 wurde TJ TŽ Třinec Letzter und stieg ab.
Bis 1987 konnten sich die Rot-Weißen in der zweithöchsten Spielklasse halten. Die Rückkehr dorthin gelang 1991. Aus der 2. Liga musste der 1993 in SK Železárny Třinec und 2000 nach dem Ausstieg der Stahlwerke in Fotbal Třinec umbenannte Verein 2001 absteigen. Die Rückkehr in den bezahlten Fußball gelang Fotbal Třinec in der Saison 2005/06. Zwar wurde die Mannschaft nur Vierter der MSFL, profitierte aber vom Rückzug des FK Kunovice, des FK Drnovice und davon, dass der Tabellendritte FC MSA Dolní Benešov auf sein Aufstiegsrecht verzichtete.

### Statistik
- I. liga: 1963/64, 1970–1973, 1974–1976
- II. liga: 1961–1963, 1964–1970, 1973/74, 1976–1987, 1991–2001, 2006–
- III. liga (II. ČNL/MSFL): 1987–1991, 2001–2006

## Trainer
- Vlastimil Palička (1994–1995)
- Miroslav Kouřil (2007)

## Spieler
- Pando Jankulovski (1965–1968)
- Karel Kula (19??–1981) Jugend, (1982, 1995–1996, 1997–1999) Spieler

## Vereinsnamen

### KS Siła Trzyniec
- 1921 KS Siła Trzyniec (tschechisch: SK Sila Třinec)

### SK Třinec
- 1923 SK Třinec
- 1937 SK TŽ Třinec
- 1948 Sokol Železárny Třinec
- 1949 ZSJ Železárny Třinec
- 1952 TŽ Třinec (Fusion mit SK Sila Třinec)
- 1953 DSO Baník Třinec
- 1958 TJ TŽ Třinec
- 1993 SK Železárny Třinec
- 2000 Fotbal Třinec
- 2022 FK Třinec